# 鍾庚陽
鍾庚陽（1540年—1598年），字長卿，號西星，浙江嘉興府秀水縣民籍，榮德縣人，明朝政治人物。

## 生平
嘉靖四十年（1561年）辛酉科浙江鄉試第四十六名舉人。隆慶二年（1568年）中式戊辰科會試第四十九名，三甲第十四名進士。历官工部郎中，萬曆六年（1578年）夏出任镇江府知府，万历九年（1581年）五月因盗贼公行，地方屡次失事，被降三级调用。累升刑部郎中。萬曆二十六年卒，年五十九。

## 著作
著有《焚馀草》、《尚书传心录》七卷。

## 家族
曾祖鍾完；祖父鍾璧；父鍾天才（1517年-1582年），字士英，號學山，封大理寺左评事，母顏氏（1513年-1558年）；繼母徐氏。具庆下。從弟钟庆阳。
一女嫁太学生项元汴第六子德达，生子项圣谟。